# Bentornato Presidente
Bentornato Presidente es una película cómica italiana de 2019 dirigida por Giancarlo Fontana y Joseph G. Stasi, secuela de ¡Bienvenido, presidente!.

## Sinopsis
Ocho años después de ocupar por un breve período la presidencia de la República Italiana, Giuseppe Garibaldi es llamado para ocupar el cargo de Presidente del Consejo de Ministros, tras una crisis de gobierno. 

## Reparto
- Claudio Bisio como Giuseppe 'Peppino' Garibaldi.
- Sarah Felberbaum como Janis Clementi.
- Pietro Sermonti como Ivan Ferro.
- Paolo Calabresi como Teodoro Guerriero.
- Antonio Milo como Antonio Cucciolina.
- Guglielmo Poggi como Danilo Stella.
- Marco Ripoldi como Vincenzo Maceria.
- Ivano Marescotti como Giuseppe Ranieri.
- Iago García como Ramona.
- Gigio Morra como Spugna.

## Producción
La película fue producida por Indigo Film en conjunto con Vision Distribution.

### Rodaje
La mayoría de las escenas de la película fueron filmadas en Piamonte. Muchas otras en Roma, en particular en el Palazzo Montecitorio y en el Palazzo Chigi. 

## Distribución
La película se distribuyó en los cines por Vision Distribution. Se estrenó el 28 de marzo de 2019. 